# Керосинка

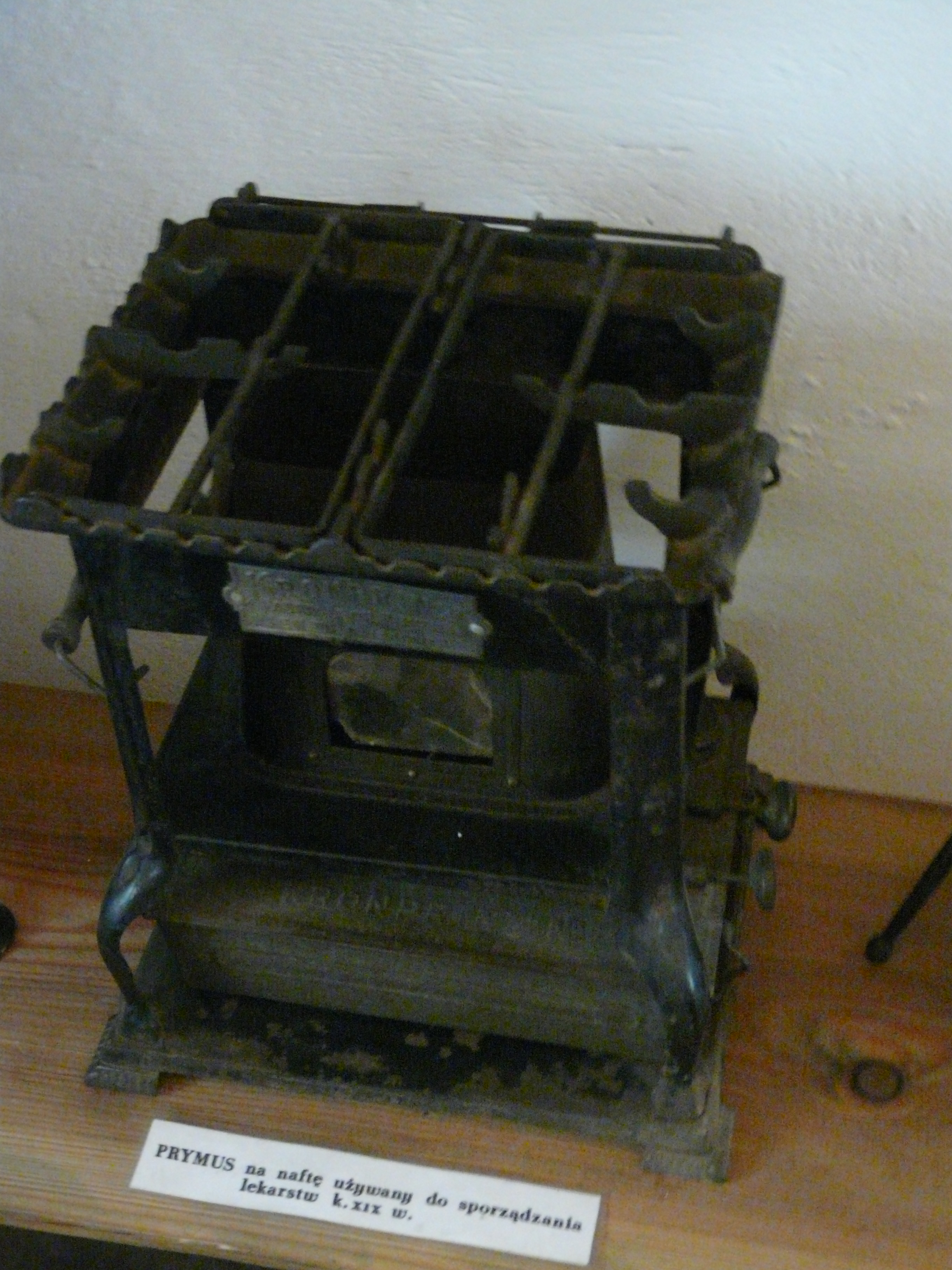
Керосинка (Польща)

Кероси́нка — побутовий нагрівальний прилад для готування їжі та інших потреб, який працює на гасі (керосині). Широко уживалася до поширення газових плит (до 1960-х років). Діє аналогічно гасовій лампі.

## Історія
Керосинки з'явилися набагато раніше примусів, у великих містах Російської імперії вони були відомі ще до російсько-японської війни. У 1900 році у куховарській армійській книзі М. Б. Плешкової керосинка («гасова кухня») «Тріумфъ» описується як разюча новинка, рекомендована офіцерам для готування їжі в походних умовах. Інша модель («Чемпіон») мала двоярусний таганок, що уможливлювало готувати на ній зразу дві страви. Літр води скипав на цих керосинках за 20 хвилин — річ для того часу нечувана.

## Будова й уживання

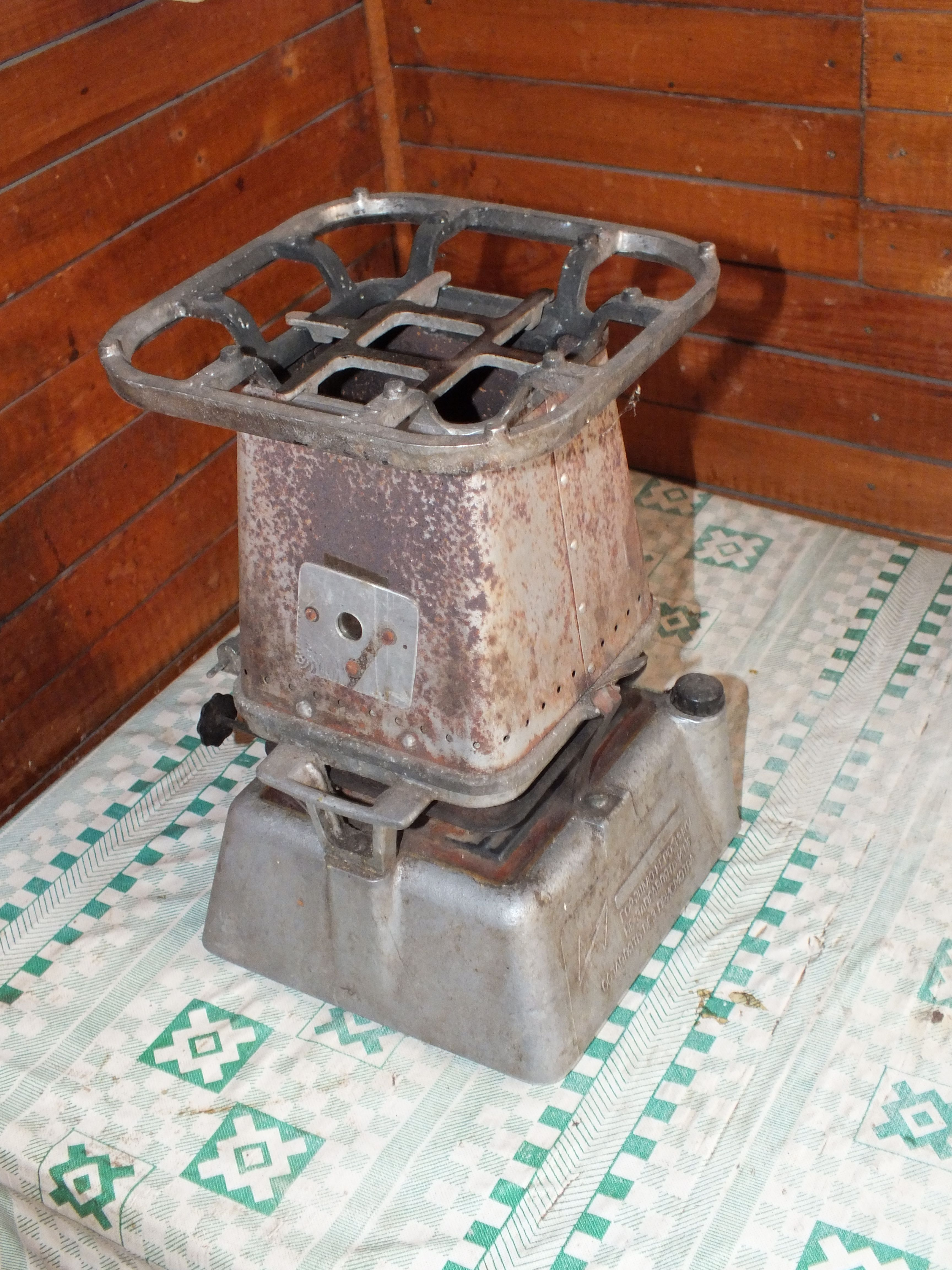
Керосинка. Зовнішній вигляд

Керосинки могли мати різноманітний дизайн: невеличкі настільні й великі підлогові; одно-, дво- і триґнотові; одно- і двотрубні; одно- і двоконфоркові; з пласкими й круглими ґнотами.
Керосинка мала резервуар, ґнотовий механізм для регулювання величини полум'я, жарову трубу з оглядовим вікном (зазвичай слюдяним) і конфорку для установлення посуду. На деяких типах керосинок конфорки робилися розкладаними для одночасного установлення двох каструль. На двоконфорковій плиті можна було готувати водночас три страви: дві на конфорці й одну в духовці.
Пальник являв собою один, два або три ґноти (який могли бути азбестовими або бавовняними), занурені у гасовий резервуар, які слугували для вбирання гасу. Ґноти могли пересуватися угору й униз за допомогою спеціального коліщатка (як у гасової лампи), що уможливлювало регулювати висоту полум'я, а з ним і силу вогню.

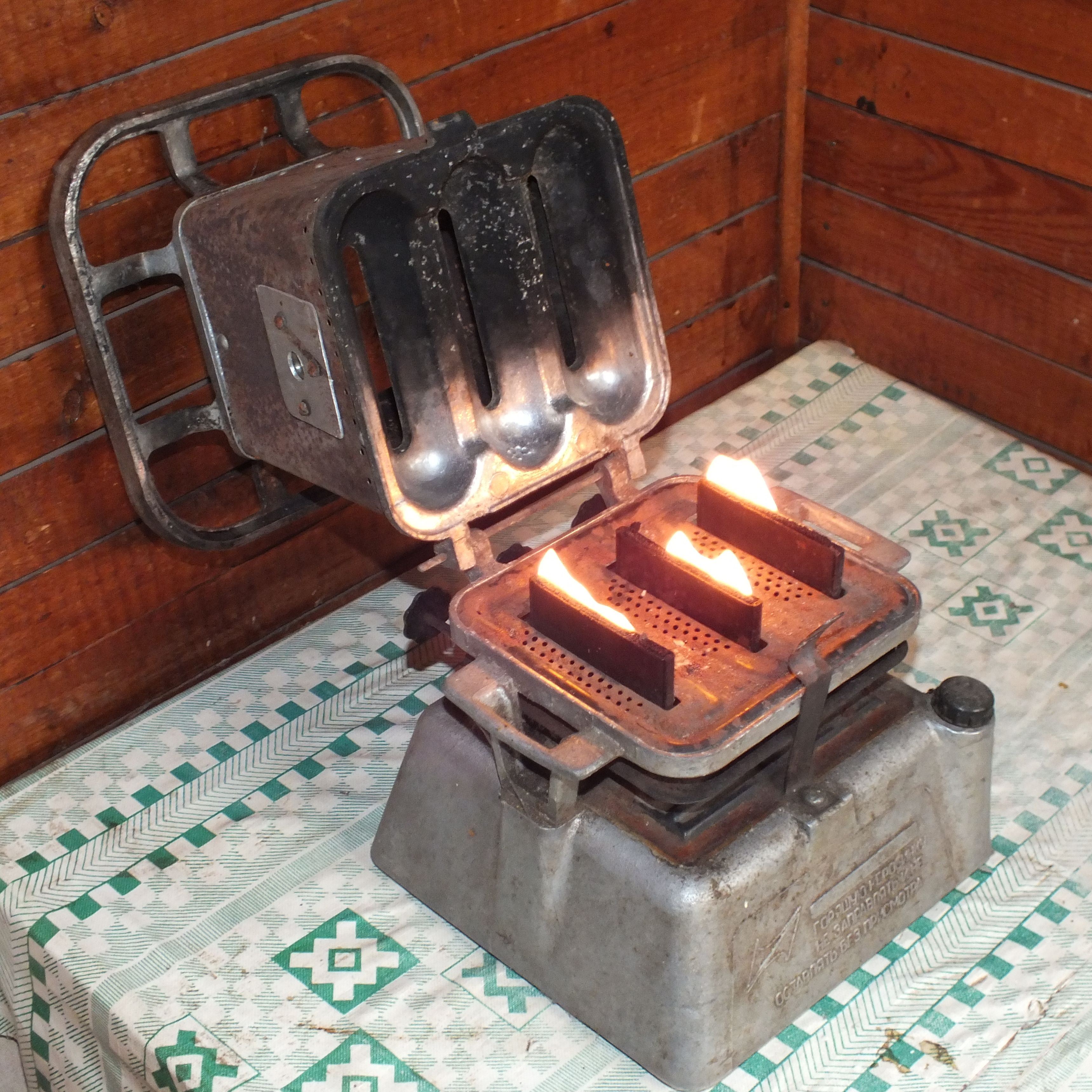
Керосинка з піднятою конфоркою. Видно ґноти

Керосинка працювала аналогічно гасовій лампі. Ґноти, просочені гасом, запалювалися сірником і горіли, створюючи жар. При розпалюванні керосинки приписувалось почергово висунути резервуари, запалити ґноти, поставити резервуар на місце, дати ґнотам обпалитися дві-три хвилини, потім відрегулювати полум'я. Слід було уникати повного вигоряння гасу: це спричиняло псуття ґнотів і коптіння. Перед гасінням плити треба було применшити полум'я, щоб уникнути спалаху. У порівнянні з примусом, керосинка забезпечувала куди менший нагрів: на кип'ятіння 1,5-2 літрів води вона витрачала до пів години (примус удвічі менше), при цьому витрати палива в неї були більшими.
До плюсів керосинок належать: простота (не складніша за гасову лампу), відносна безпека, зручність запалювання і можливість широко варіювати силу нагріву. До мінусів — підвищені витрати палива, порівняно мала сила нагріву, смердючість і кіпоть від неповного згоряння.

## Відмінності від інших гасових нагрівальних приладів
Керосинку іноді плутають з іншими нагрівальними приладами, які теж працюють на гасі: примусом, керогазом. Відмінності між ними такі:
- Від примуса керосинка відрізняється наявністю ґнота, відсутністю форсунки та насоса.
- Відмінність керосинки від керогаза полягає у відсутності на ній газозмішувача: горіння відбувається безпосередньо на кінчику ґнота.

## Інші значення слова «керосинка»
- Керосинка — інша назва гасової лампи[1]
- Керосинка — карткова гра, що з'явилася в 1930-40-х роках[3]